# Parafia św. Bartłomieja Apostoła w Porębie Spytkowskiej
Parafia św. Bartłomieja Apostoła w Porębie Spytkowskiej – parafia rzymskokatolicka, znajdująca się w diecezji tarnowskiej, w dekanacie Brzesko.
Od 2023 proboszczem jest ks. Andrzej Papież.

## Historia
Parafia w Porębie Spytkowskiej powstała pod koniec XIII wieku z fundacji Leliwitów. Pierwsza oficjalna wzmianka pochodzi z 1325. W 1888 roku z jej terytorium wyłączono wieś Okocim, tworząc tam osobną parafię. W 1618 istniała murowana kaplica pw. św. Walentego.